# 東角
東角是香港昔日海角，位於現時東角道附近一帶，是一個購物、娛樂及住宅混合的地區，本土名稱鵝頭嘴，是維多利亞城以東的一個海角。

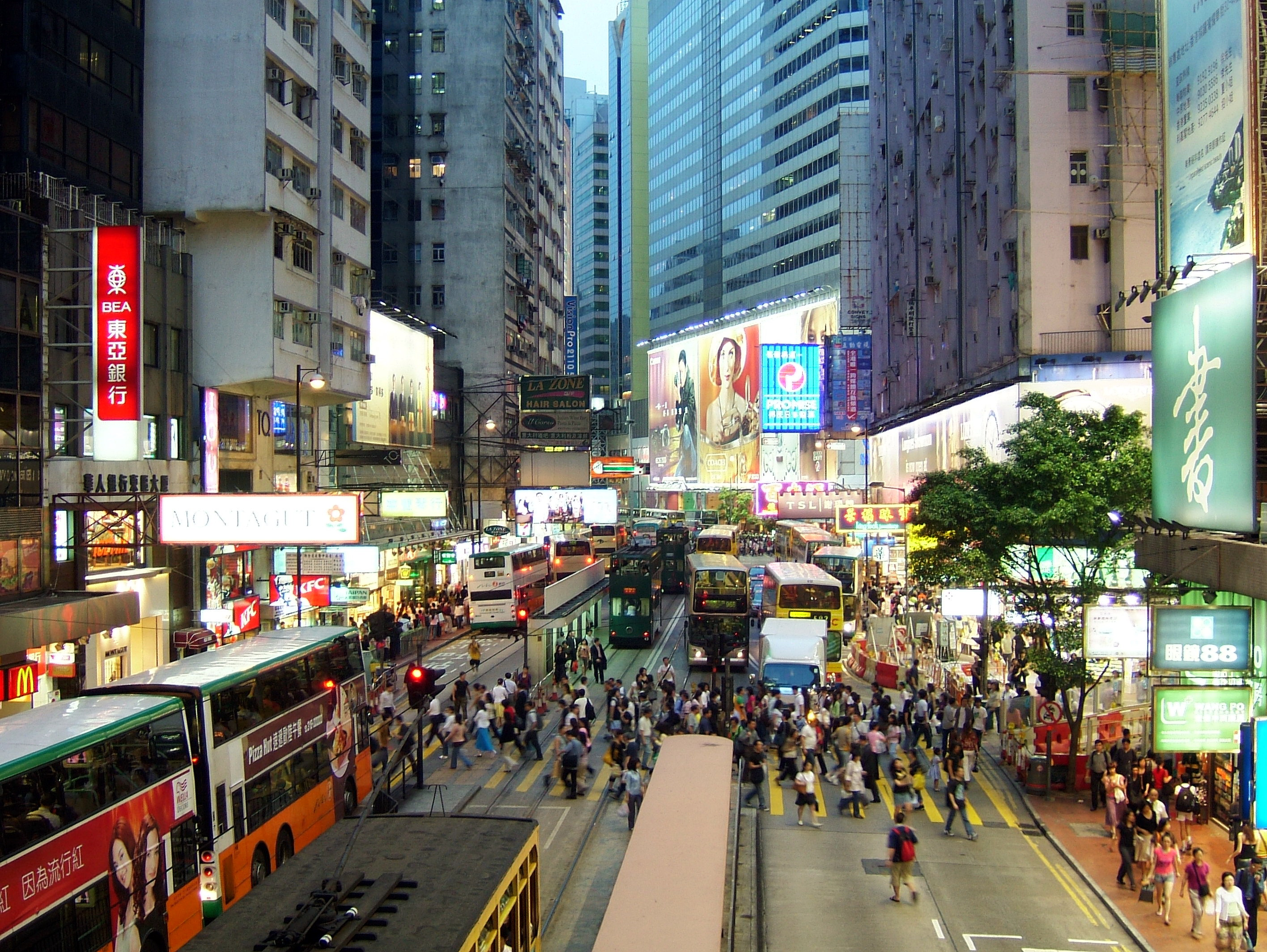
東角怡和街晚上的繁華景象

該海角自東角山伸出，指向燈籠洲，分隔了東面的銅鑼灣和西面的黃泥涌以北的泥灘。東角道即以東角命名。

## 歷史

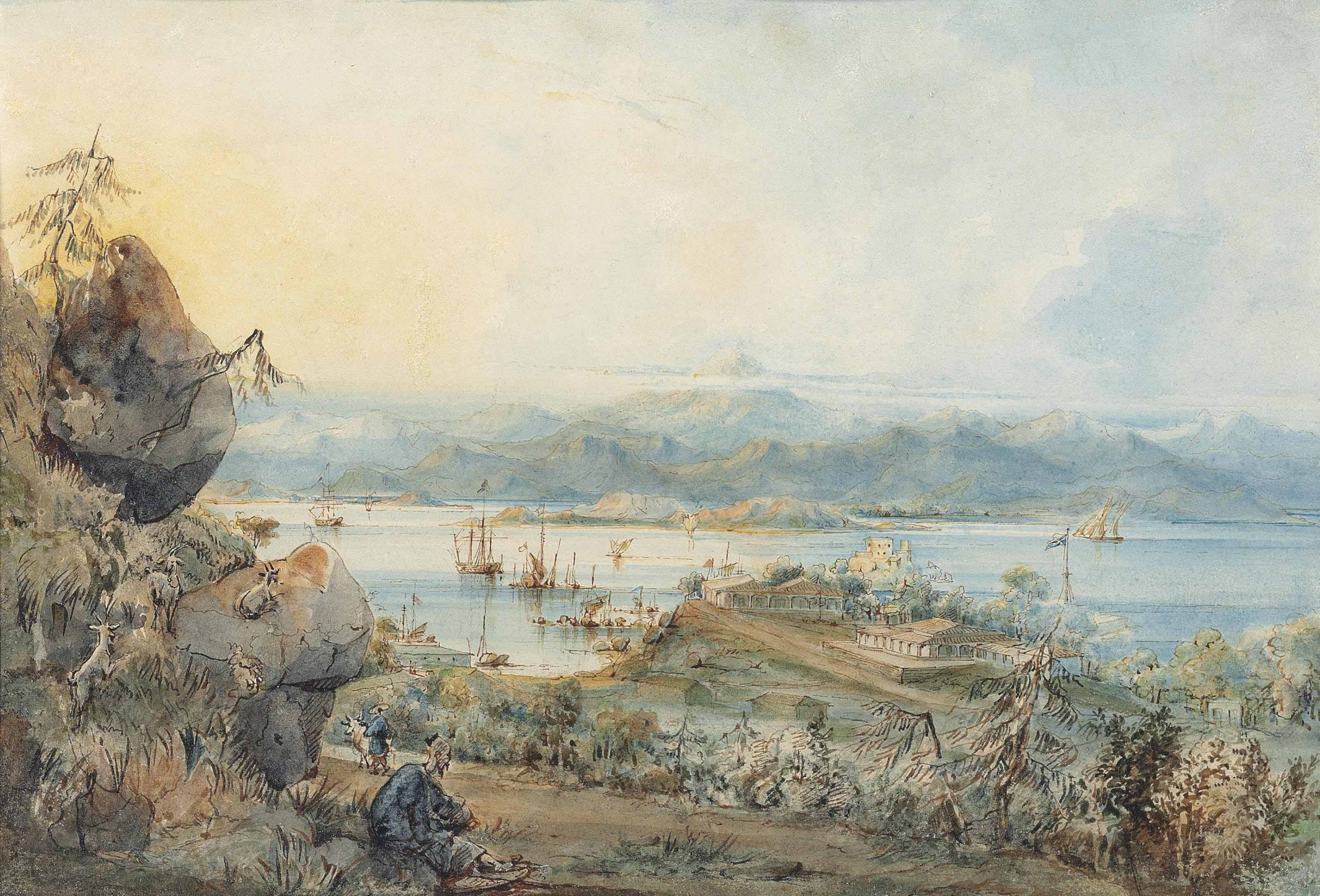
19世紀澳葡畫家畢仕達繪畫的東角（圖右突出處）

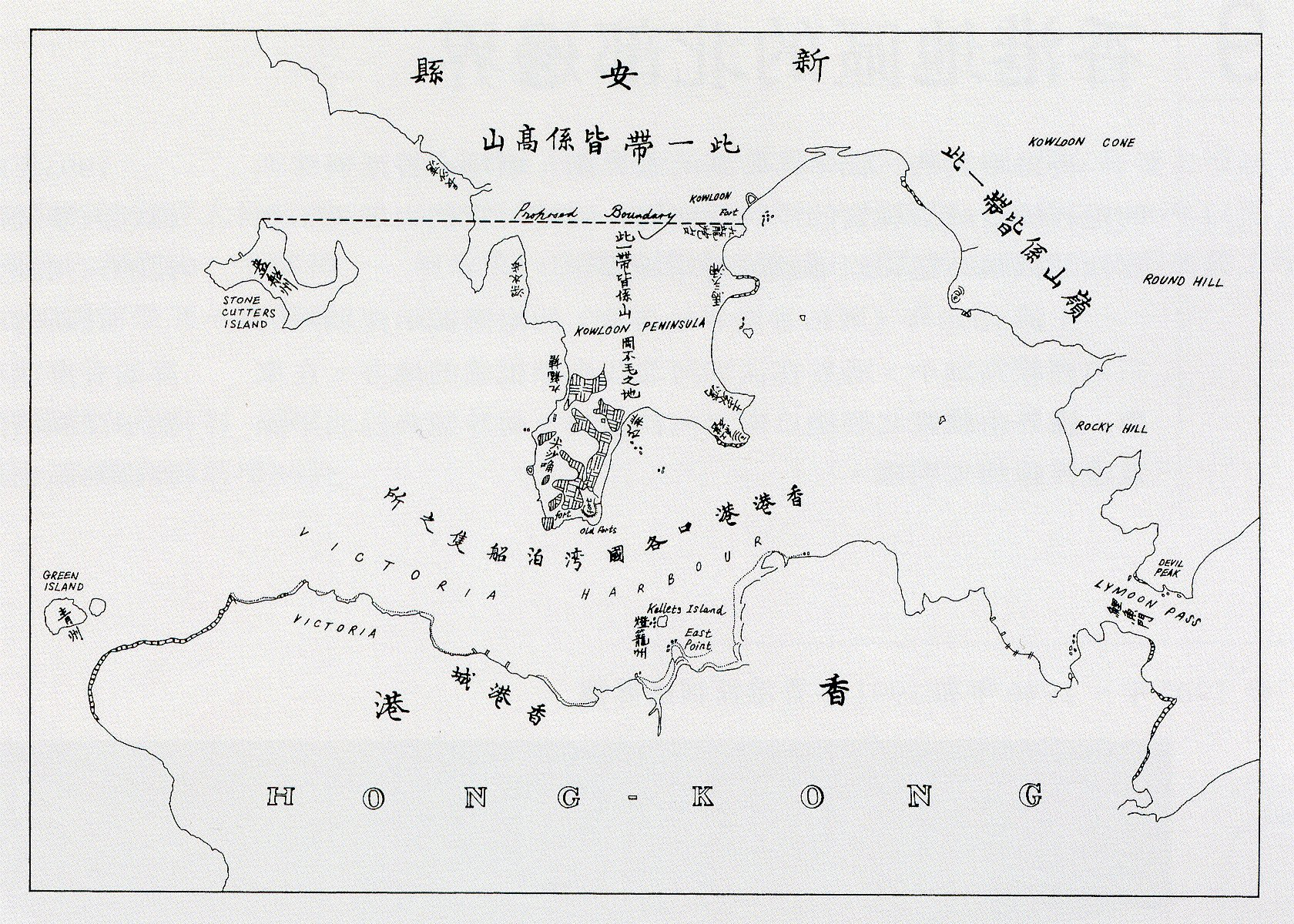
《北京條約》地圖，香港島北岸有「東角」；左方河涌為「黃泥涌」，後改建為寶靈頓運河

19世紀中期，東角由英資企業怡和洋行擁有，該處是怡和洋行總部，當時怡和洋行在東角設置貨倉及於糖街附近設糖廠，即前香港鑄幣廠址。
19世紀末，銅鑼灣興建了一條海堤，即是現今的高士威道。1950年代的大型填海工程，產生了現今的維多利亞公園。

#### 填海製造市區及碼頭
香港首3次填海工程有2次涉及東角，第二次填海於1859年（咸豐九年）進行，涉及在黃泥涌，摩利臣山及東角三地進行各自進行一個小型工程；而東角一帶的填海目的是製造一個碼頭，使東角成為上落貨的中心。東角作為香港其中一個主要碼頭一直維持了100年。
19世紀中期，銅鑼灣乃英資企業怡和洋行總部。當時怡和洋行在東角設置貨倉及於今糖街附近設糖廠即前香港鑄幣廠址，東角一帶集中了不少搬運工人和鑄幣勞工。因為東角的水夠深可停泊船隻，沿海也可以興建貨倉。因當時的香港仍以轉口港為主，而沿海一帶就盡是怡和的貨倉，東角集中了從中國各地而來的苦力和窮困勞工，而且不少居住在當年離海邊不遠的掃桿埔。 1950年前東角是直到20世紀50年代，有了政府的政策和商家的支持，東角才開始真正發展。
第二期的填海工程發生於第一次和第二次世界大戰之間，產生了告士打道。這時海角的形狀已差不多消失。
1969年，因興建香港海底隧道港島入口進行的填海工程，奇力島被連接到香港島。經過該次工程，海角已完全成為內陸的一部份。
在一百年間，東角兩旁的海灣在多次填海後漸漸消失。

#### 商業轉型以及成為全港最重要的消費區
銅鑼灣的消費區早期以南洋閩籍華人為主，後來又加入鄰近的北角以及灣仔區人口消費，再後來更發展成港島以至世界最主要的消費區，不少居於山頂的富商也到銅鑼灣消費（此前以到中環為主）。銅鑼灣開始成為國際化的地區。

#### 1950-1980年代填海發展時期

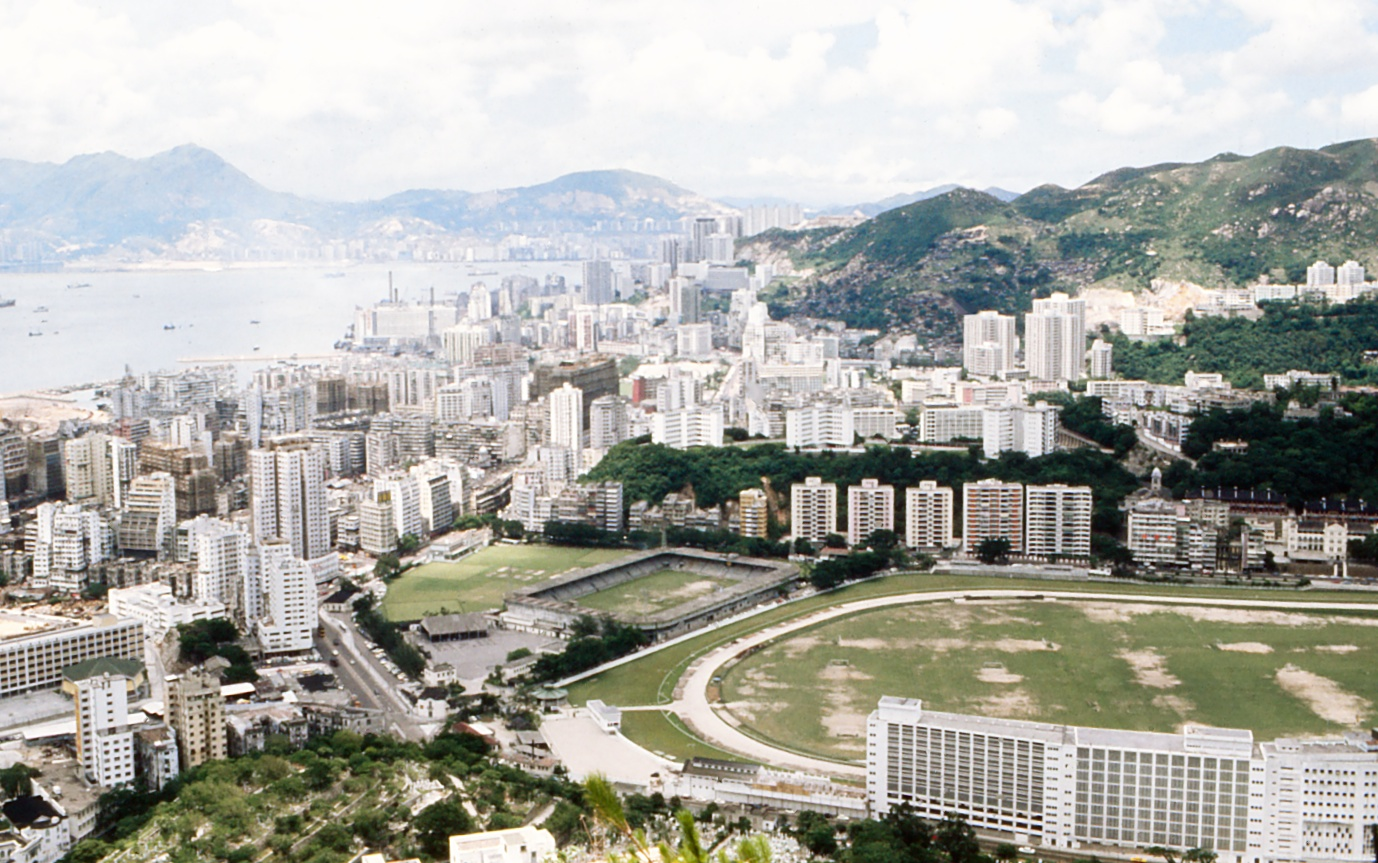
1971年的銅鑼灣

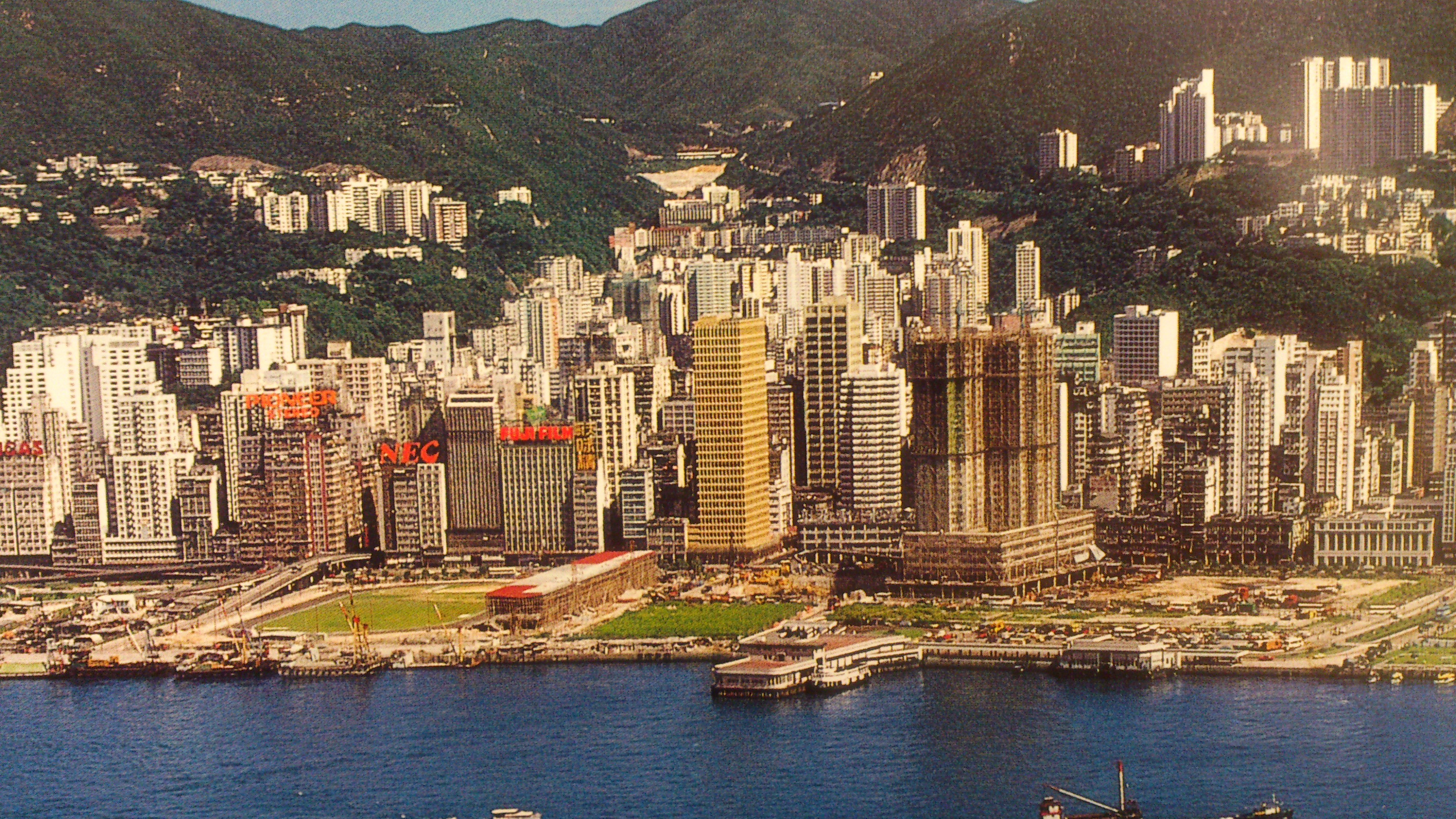
1970年代未的銅鑼灣和灣仔海旁

灣仔到北角在香港歷史上一直是重要的住宅區，而銅鑼灣則為兩區的中心，不少商家看準了此區潛在的商機，而香港政府亦將不少全港性的設施放在銅鑼灣，如維園，中央圖書館以及把全港第一間官中名校皇仁書院（中央書院）移到銅鑼灣，銅鑼灣地理位置的優越性令此區發展高速發展。今時今日銅鑼灣已成為香港最重要的購物，娛樂，公共娛樂中心之一。而香港市區隨住人口不停增長，基本上港島區和九龍西區已經是全港最發達的地區了，而銅鑼灣亦是港島區的中心，地理位置優越。
1950年代前的銅鑼灣的海岸線和現在的不同，現時東角周圍的繁華商業區亦是填海得來。50年代填海工程前的東角只是一個普通的避風塘岸邊，而且面績比現在少很多，因為市中心發展已經供不應求，香港政府亦打算大量在東角設置一些全港性的設施，造就一個國際商業購物中心，原來的東角和奇力島便被填平，整個銅鑼灣避風塘繼19世紀填海後再度被填平及北移。香港政府亦鼓勵外資進佔此地區，在十多年的時間內，東角的便是全港的最重要購物消費的地方了。
1950年代銅鑼灣填海工程在1954左右開始分段完成，於1957年維園落成；及後，1960年東角全新購物區落成，以至大丸開業，於1970年代，東角全新購物區便成型了，而1960年大丸在記利佐治街開業，成為香港數一數二的百貨公司，新東角周邊填海區慢慢有了一個新名稱大丸，隨後亦變成東角商場一帶的通俗分區。大丸百貨開業後，因為該百貨公司成為香港地標之一，每年亦有大量利潤，於是多家日資百貨公司先後在銅鑼灣開業，令東角成為港島主要購物中心。值得留意的是，現今大丸結業20年，但不少駛向東角的小巴目的地仍為大丸。在1972年，作為推動東角發展的一部份，連接東角和紅磡的海底隧道通車。東角購物區發展得更怏。

## 圖片

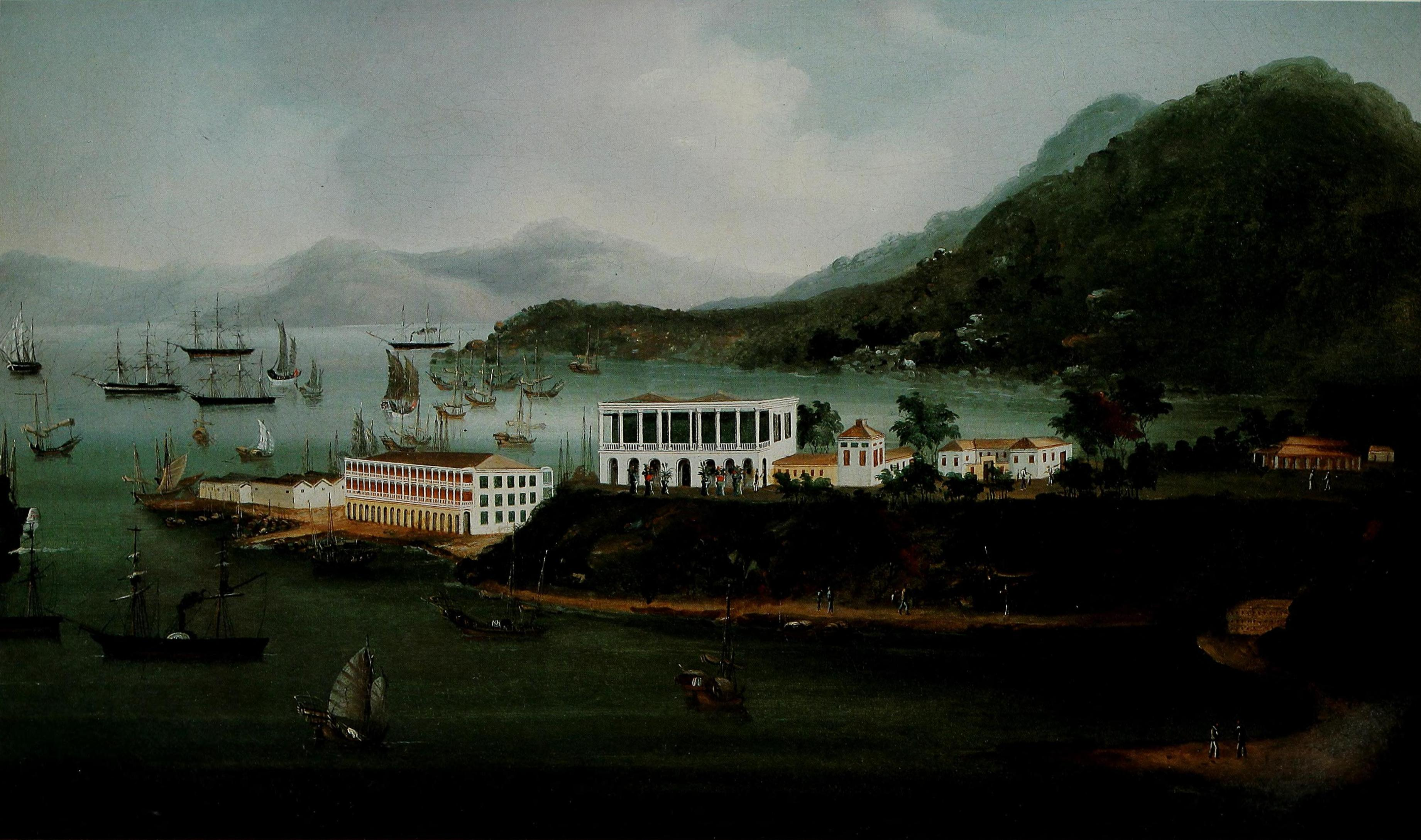
1844年東角上的渣甸洋行建築
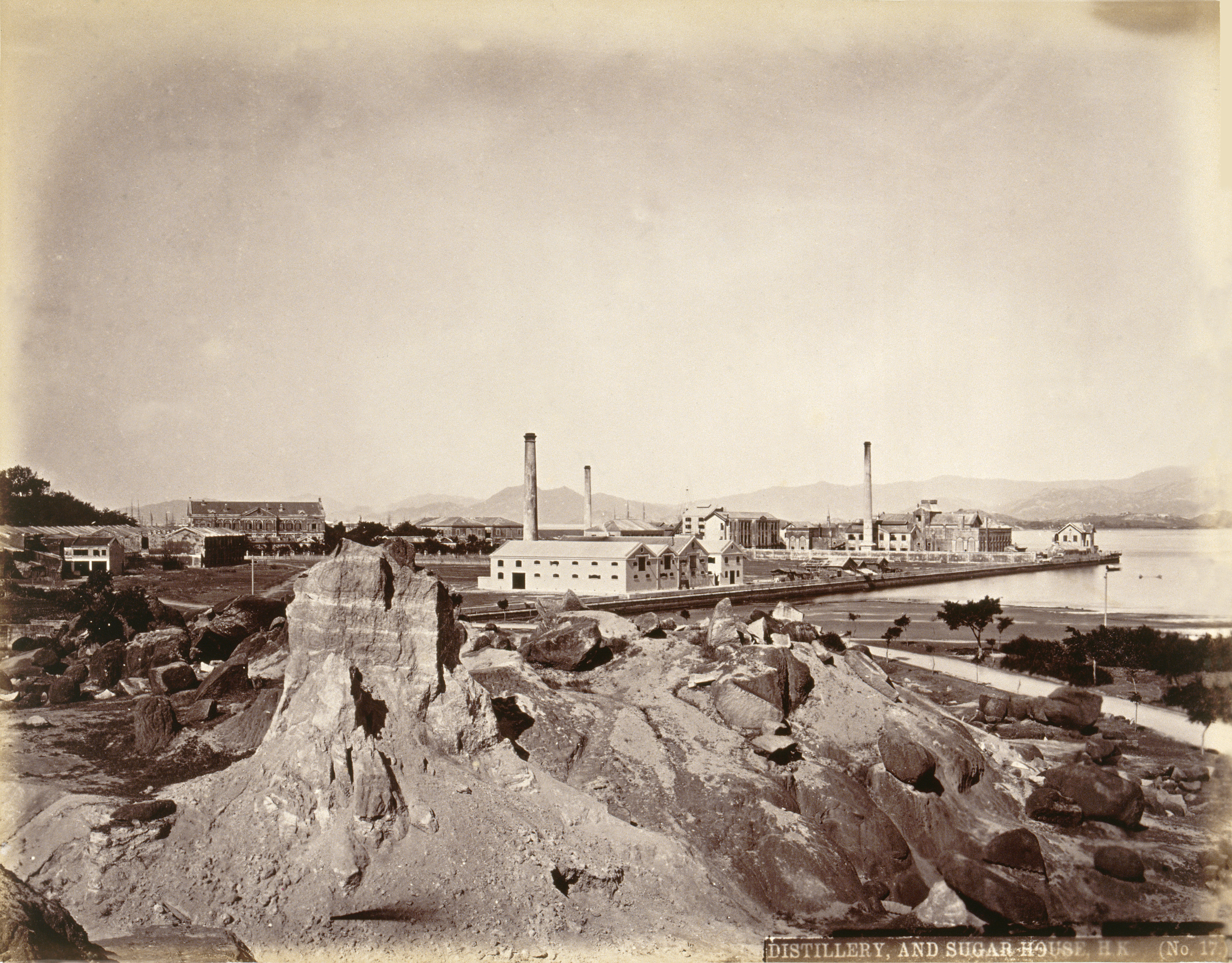
1871年的東角
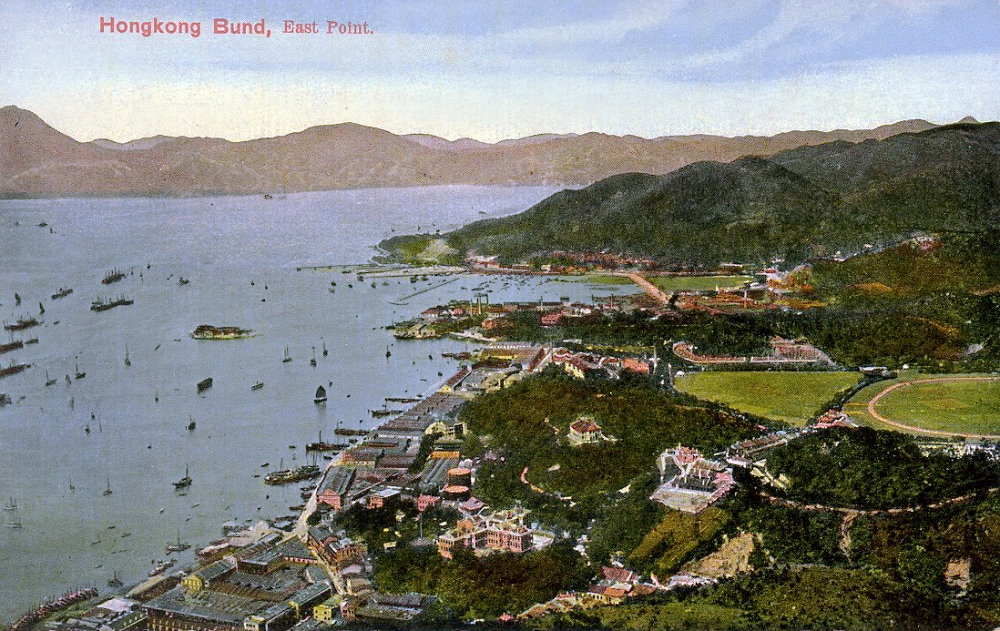
1900年的東角
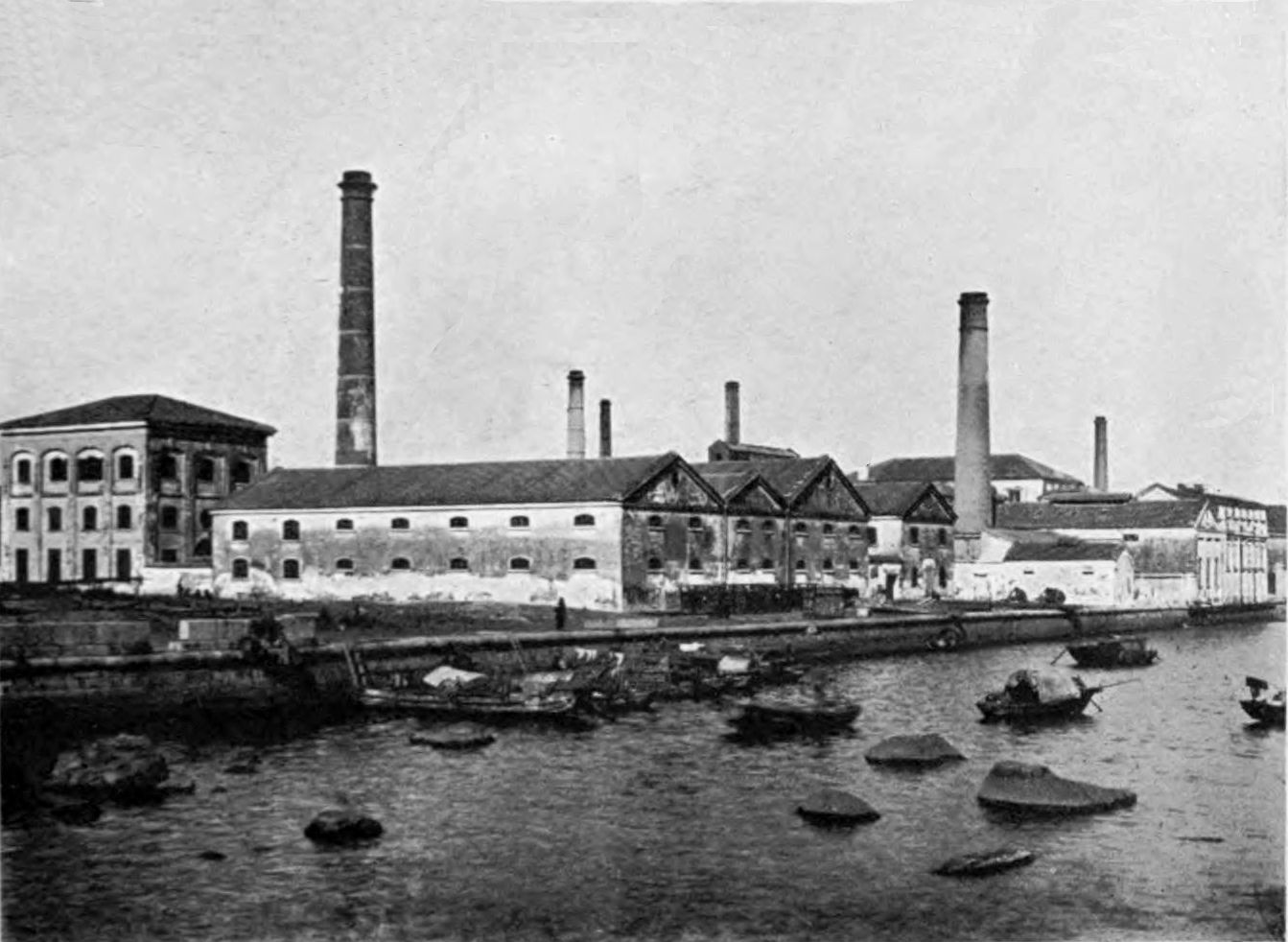
1908年的香港製冰公司

## 現況

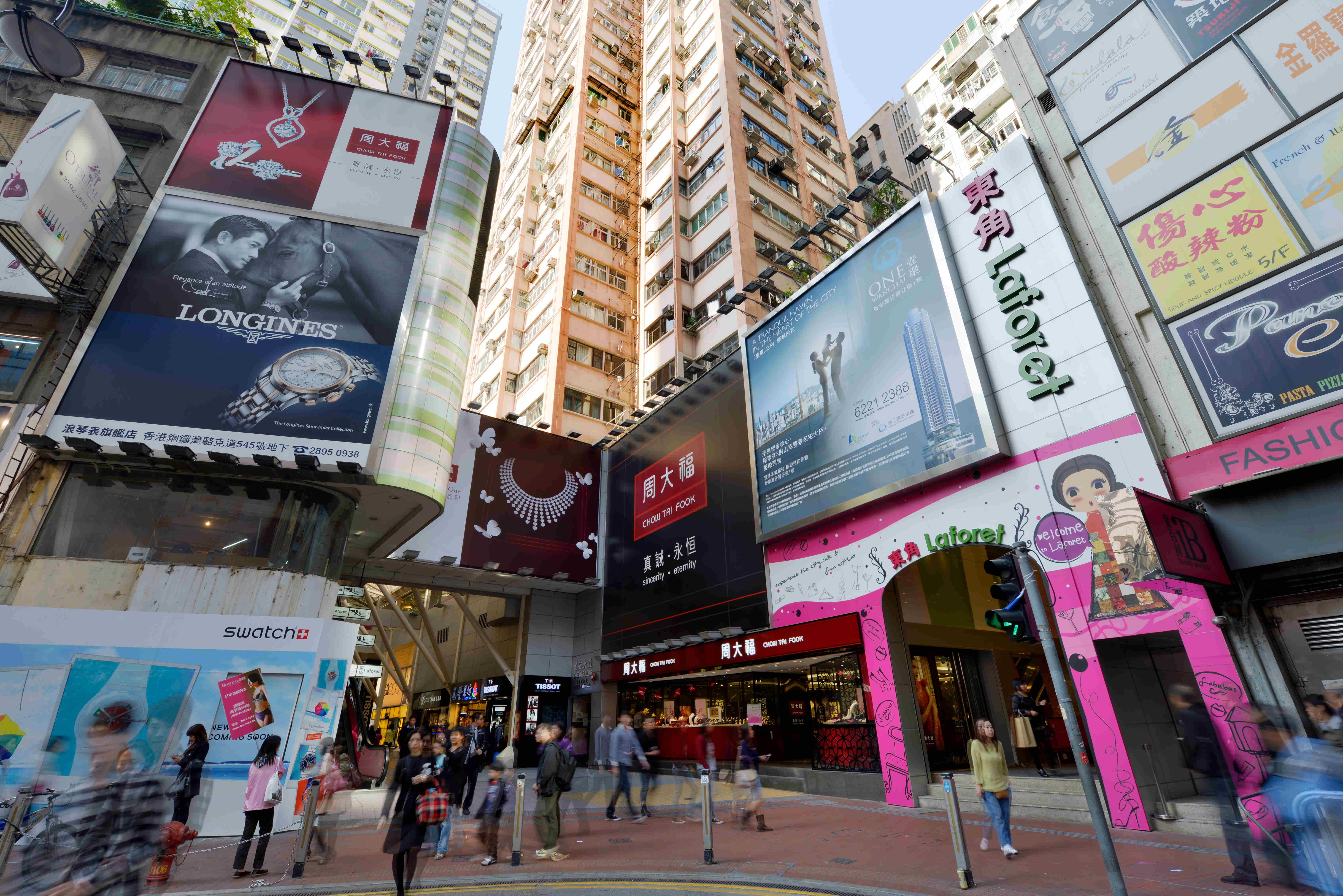
位於東角道的東角Laforet

希慎廣場

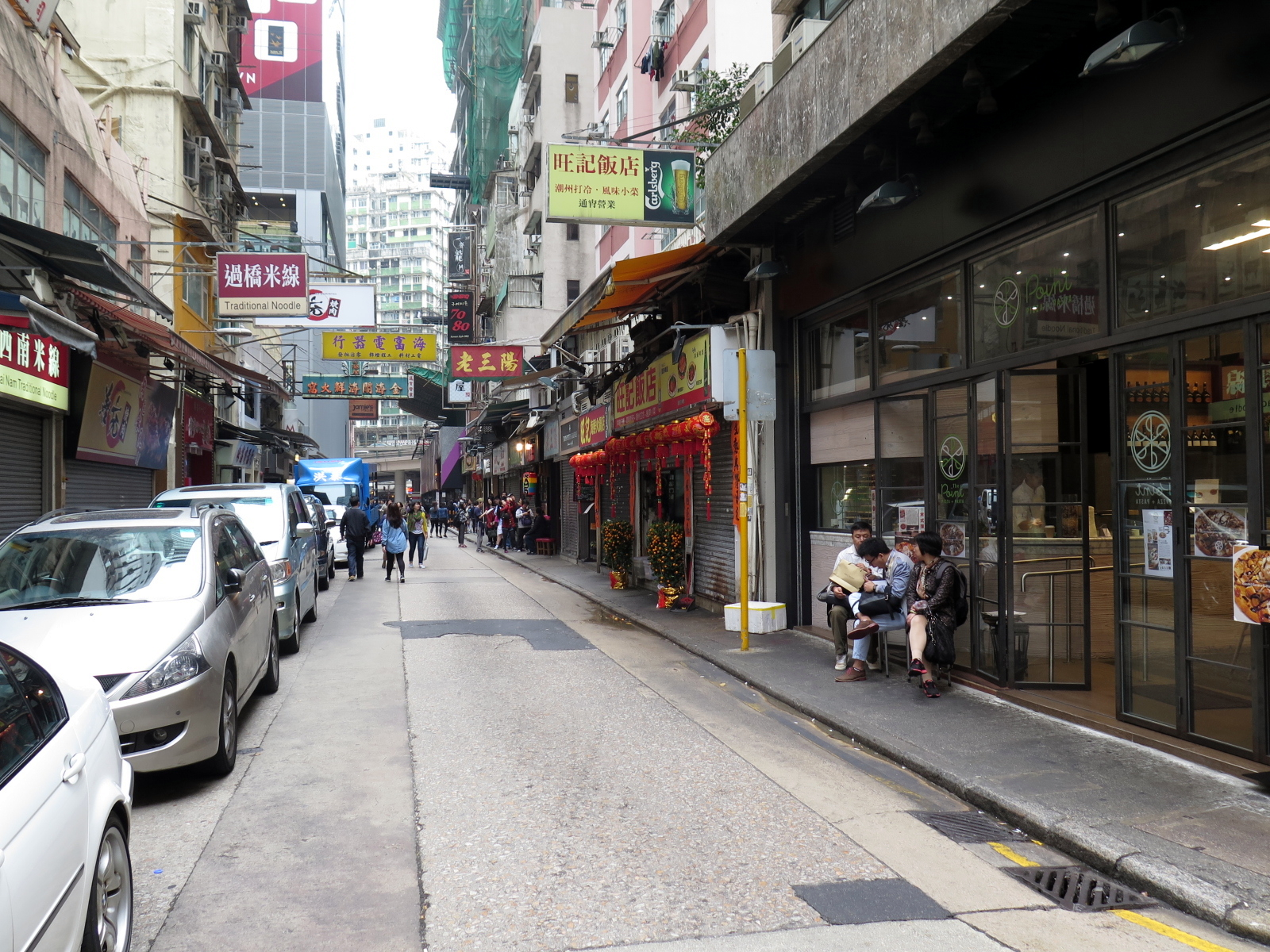
登龍街有多間日本拉麵店及西餐進駐

雖然東角地標崇光百貨所在的東角中心、東角道以及東角Laforet商場（原為New Face by Sogo），都沿用了東角這個舊名，但不少媒體現在均使用銅鑼灣而非東角，來表達上述建築物所在的地點。
至今，香港已成為東南亞貿易中心。大部分僑華仍以東角為總部，速使香港成為東南亞金融中心。區內有多家大型百貨公司、大型商場及酒店，包括：崇光百貨、利舞台廣場、世貿中心、香港銅鑼灣皇冠假日酒店及香港銅鑼灣智選假日酒店等。
得益於內地港澳個人遊政策下龐大的內地旅客人流，東角的商鋪租金更曾於2012年超越紐約第五大道，取代其之前連續11年的「全球最昂貴商鋪地段」的地位。現時東角租金每平方呎為2,630美元，為第五大道的9成，卻是東京銀座的2倍。而在香港各商業地段，租金排名依次為東角、中環、尖沙咀，但隨着2014年後訪港內地旅客人數減少及內地旅客消費習慣的改變，銅鑼灣的租金不斷回落，到2016年時更比高峰期下跌超過五成，不過東角至今仍然維持其香港主要旅遊購物區的地位。與此同時，東角亦被評選在“中國十大商業街”之列，與著名的上海南京東路，北京王府井等等地區相媲美。

## 未來發展

### 東角地下城（已被擱置）
2006年11月21日，灣仔區議會討論，在東角興建地下商業城，以紓緩路面行人路的擠塞。香港地鐵公司（現港鐵公司）計劃擴建現在的銅鑼灣站大堂，興建面積超過3萬平方呎的地下街，由崇光百貨地底至記利佐治街及怡和街，並增建5個新出入口，解決路面人車爭路問題。在地下非收費區，將會設有商舖，預計6年內完工，屆時崇光百貨外面的過路設施將會取消。但至2011年，計畫未能成事。而直到2019年，政府已經不再提及「地下街」計劃，換言之東角地下街計劃相繼告吹。

### 行人隧道系統
2011年4月，路政署就擬建東角行人隧道系統聘用顧問公司，進行可行性研究，工程目的是要減少路面的人流及人車爭路的情況，從而改善行人設施環境。

### 跑馬地站取代方案
據中西區區議員阮品強、何俊麒和甘乃威在2009年2月動議指出：港鐵公司將會在東角勿地臣街進行擴建工程，以連接跑馬地區。
但運輸署於2010年1月22日中，在立法會會議上表示，基於東角的地勢複雜和路面狹窄，加上上層有很多樓宇及地底亦有港鐵車站，空間不足以設置商店，只能做普通行人隧道，並會設立自動櫃員機和商品販賣機，供市民和遊客使用。東角地下城計劃最終未能成事。

## 著名地點

### 酒店
- 香港銅鑼灣皇冠假日酒店
- 逸蘭精品酒店
- 富豪香港酒店
- 柏寧酒店

### 商場
- 利舞臺廣場（希慎興業）
- 利園一期（希慎興業）
- 希慎廣場（前身為興利中心，希慎興業，前三越百貨所在地）
- 崇光百貨（華人置業）
- 銅鑼灣廣場一期及銅鑼灣廣場二期（麗新集團）
- 皇室堡商場（華人置業）
- wtc more（新鴻基地產）
- 銅鑼灣地帶（華人置業）
- 東角Laforet（華人置業）
- 翡翠明珠廣場
- 總統商場
- 信和廣場（信和置業）
- 銅鑼灣中心
- 銅鑼坊
- 銅鑼灣蘋果商場（裕景興業）
- TOWER 535（豐泰地產）

## 交通

### 主要街道
- 東角道
- 百德新街
- 告士打道
- 怡和街
- 維園道
- 禮頓道

## 區議會
為方便比較，以下列表以波斯富街以東、禮頓道以北、告士打道以西為範圍。
| 年度/範圍                                  | 2000-2003  | 2004-2007  | 2008-2011  | 2012-2015  | 2016-2019  | 2020-2023  |
| ------------------------------------------ | ---------- | ---------- | ---------- | ---------- | ---------- | ---------- |
| 波斯富街以東、禮頓道至告士打道銅鑼灣道交界 | 銅鑼灣選區 | 銅鑼灣選區 | 銅鑼灣選區 | 銅鑼灣選區 | 銅鑼灣選區 | 銅鑼灣選區 |

## 外部連結
维基共享资源上的相關多媒體資源：東角